# Kameničná
Kameničná (węg. Keszegfalva) – wieś i gmina (obec) w powiecie Komárno w kraju nitrzańskim, sama wieś pierwszy raz wzmiankowana w 1482 roku.
W 2011 roku populacja wynosiła 1929 osób, około 69% mieszkańców stanowili Węgrzy, 21% Słowacy, 2% Romowie, 0,7% Czesi.